# Start Brzeziny
Start Brzeziny (pełna nazwa: Brzeziński Klub Sportowy „Start”) – polski klub sportowy z siedzibą w Brzezinach, składający się z trzech sekcji: piłkarskiej (męskiej), hokeja na trawie (żeńskiej) i tenisa stołowego (męskiej).

## Sekcja piłki nożnej mężczyzn
- Piłkarska drużyna Startu Brzeziny występuje w łódzkiej grupie klasy okręgowej oraz regionalnych eliminacjach piłkarskiego Pucharu Polski (rozgrywki podlegające pod Łódzki Związek Piłki Nożnej). Trenerem drużyny seniorskiej był Radosław Wasiak[1]. Po nim drużynę przejął Maciej Sobociński. Aktualnie trenerem jest Przemysław Gibała[2]. Do sekcji zalicza się również kilka grup juniorskich, w których trenuje uzdolniona młodzież z miasta i okolic Brzezin. W drużynie Startu grali m.in.: Sławomir Gula, Mirosław Myśliński, Bogusław Saganowski.

- Miejsce w lidze w ostatnich sezonach:

| Sezon     | Rozgrywki                           | Miejsce          |
| --------- | ----------------------------------- | ---------------- |
| 2024/2025 | IV liga, grupa łódzka               | 16./17. (spadek) |
| 2023/2024 | IV liga, grupa łódzka               | 11.              |
| 2022/2023 | Klasa okręgowa, grupa: Skierniewice | 1. (awans)       |
| 2021/2022 | Klasa okręgowa, grupa: Skierniewice | 3.               |
| 2020/2021 | Klasa okręgowa, grupa: Łódź         | 6.               |
| 2019/2020 | Klasa okręgowa, grupa: Łódź         | 5.               |
| 2018/2019 | Klasa okręgowa, grupa: Łódź         | 11.              |
| 2017/2018 | Klasa A, grupa: Łódź II             | 1. (awans)       |
| 2016/2017 | Klasa okręgowa, grupa: Łódź         | 13. (spadek)     |
| 2015/2016 | Klasa okręgowa, grupa: Łódź         | 11.              |
| 2014/2015 | Klasa okręgowa, grupa: Łódź         | 10.              |
| 2013/2014 | IV liga, grupa łódzka               | 19. (spadek)     |
| 2012/2013 | Klasa okręgowa, grupa: Łódź         | 2. (awans)       |
| 2011/2012 | Klasa A, grupa: Łódź II             | 1. (awans)       |
| 2010/2011 | Klasa okręgowa, grupa: Łódź         | 16. (spadek)     |
| 2009/2010 | Klasa okręgowa, grupa: Łódź         | 3.               |
| 2008/2009 | Klasa okręgowa, grupa: Łódź         | 2.               |
| 2007/2008 | Klasa okręgowa, grupa: Łódź         | 5.               |
| 2006/2007 | Klasa okręgowa, grupa: Łódź         | 3.               |
| 2005/2006 | Klasa okręgowa, grupa: Łódź         | 2.               |
| 2004/2005 | Klasa okręgowa, grupa: Łódź         | 3.               |
| 2003/2004 | Liga okręgowa, grupa: Łódź I        | 6.               |
| 2002/2003 | IV liga, grupa łódzka               | 16. (spadek)     |
| 2001/2002 | IV liga, grupa łódzka               | 14.              |

- Rozgrywki pucharowe w ostatnich sezonach:

| Sezon     | Rozgrywki |
| --------- | --- |
| 2006/2007 | II runda: Pogoń Rogów - Start Brzeziny 0-0 pd. k. 6-5                                                                                           |
| 2005/2006 | III runda: GKS Bedlno - Start Brzeziny 0-4 IV runda: Start Brzeziny - Górnik Łęczyca 1-1 pd. k. 3-4                                             |
| 2004/2005 | II runda: Polonia Andrzejów - Start Brzeziny 0-4 III runda: Start Brzeziny - Włókniarz Konstantynów Łódzki 1-3                                  |
| 2003/2004 | II runda: ChKS Łódź - Start Brzeziny 0-2 III runda: Włókniarz II Konstantynów Łódzki - Start Brzeziny 5-0                                       |
| 2002/2003 | II runda: LKS Rosanów - Start Brzeziny 1-3 III runda: Start Brzeziny - Stal Głowno 2-2 pd. k. 3-1 IV runda: Widzew II Łódź - Start Brzeziny 2-1 |

## Sekcja hokeja na trawie kobiet
- Kobieca drużyna Startu Brzeziny od lat należy do czołówki polskiego hokeja na trawie kobiet. Trenerką brzezińskich laskarek jest Małgorzata Gajewska-Polewczak. W składzie obecnych Mistrzyń Polski występuje wiele reprezentantek Polski w różnych kategoriach wiekowych. W pierwszej drużynie narodowej, barwy Startu reprezentują: Katarzyna Krasińska i Magdalena Śliz.

- SUKCESY:
  - Na boiskach otwartych
    - Seniorki[3]
      - Mistrzostwo Polski (19 razy): 1993, 1995, 1996, 2000, 2001, 2002, 2003, 2004, 2005, 2007, 2010, 2011, 2015, 2018, 2019, 2022, 2023, 2024, 2025
      - Wicemistrzostwo Polski (10 razy): 1994, 2008, 2009, 2012, 2013, 2014, 2016, 2017, 2020, 2021
      - Brązowy medal Mistrzostw Polski (3 razy): 1992, 1999, 2006

    - Juniorki
      - Mistrzostwo Polski (2 razy): 2002, 2007
      - Wicemistrzostwo Polski (2 razy): 1997, 1999
      - Brązowy medal Mistrzostw Polski (7 razy): 1995, 1996, 1998, 2003, 2004, 2005, 2006

    - Juniorki młodsze
      - Mistrzostwo Polski (4 razy): 2001, 2006, 2022, 2023
      - Wicemistrzostwo Polski (2 razy): 2003, 2004
      - Brązowy medal Mistrzostw Polski (3 razy): 1998, 2000, 2005

  - W hali
    - Seniorki
      - Mistrzostwo Polski (11 razy): 1995, 1996, 1997, 2004, 2017, 2018, 2019, 2020, 2022, 2023, 2024[4]
      - Wicemistrzostwo Polski (3 raz): 2001, 2016, 2025[5]
      - Brązowy medal Mistrzostw Polski (4 razy): 1994, 2010, 2013, 2015

    - Juniorki
      - Mistrzostwo Polski (1 raz): 2006
      - Wicemistrzostwo Polski (2 razy): 2005, 2007
      - Halowy Puchar Prezesa PZHT w 1998 r. (rozgrywany wówczas zamiast Mistrzostw Polski)

    - Juniorki młodsze
      - Mistrzostwo Polski (3 razy): 1998, 2005, 2007,
      - Wicemistrzostwo Polski (raz): 1995
      - Brązowe medalistki Mistrzostw Polski (2 razy): 1991 (wówczas jeszcze jako Mroga Brzeziny), 2004